# Marco Di Maio
Marco Di Maio (Forlì, 30 ottobre 1983) è un politico italiano. Deputato del Partito Democratico nella XVII legislatura, nel settembre 2019 assieme a Matteo Renzi è tra i fondatori di Italia Viva.

## Biografia
Inizia l'attività giornalistica nel 1998 come collaboratore dell'emittente radiofonica Radio Explora Forlì per cui cura la redazione dei giornali radio. Dopo tre anni di collaborazione esterna sugli eventi sportivi, dal gennaio 2002 inizia a lavorare al Corriere Romagna (redazione di Forlì) occupandosi di cronaca e attualità.
Nel novembre 2003 fonda il sito romagnaoggi.it, di cui diverrà direttore responsabile nell'aprile del 2004. Ricopre questa carica fino al 31 dicembre 2009, restando però amministratore della testata fino al marzo 2013.
Nel marzo 2009 è eletto alla guida dell'Anso (Associazione nazionale stampa on-line) che riunisce editori di giornali on-line a carattere locale in Italia, di cui rimane presidente fino al giugno 2012.

### Attività politica
Nell'aprile 2005 è eletto componente del comitato di quartiere Carpinello-Villa Rotta-Castellaccio di Forlì (elezioni che a Forlì si svolgono senza simboli di partito). Successivamente, il comitato lo nomina vice coordinatore, carica che mantiene fino all'aprile 2008. Nel giugno 2009 viene eletto in consiglio comunale a Forlì nella lista del Partito Democratico, come secondo degli eletti tra tutti i candidati di tutte le liste con 588 preferenze. Dopo essere stato segretario del circolo Pd della Cervese dal gennaio 2008 al gennaio 2010, il 27 gennaio 2010 è eletto segretario territoriale del Partito Democratico nel comprensorio forlivese.

#### Deputato
Dopo le elezioni primarie del centrosinistra del 2012,  decide di candidarsi a quelle per i parlamentari nella provincia di Forlì. Arriva primo raccogliendo 3.932 preferenze (superando altri 6 candidati a lui opposti), e viene candidato al 13º posto nella lista del Partito Democratico nella circoscrizione XI Emilia-Romagna. Alle elezioni politiche del 2013 risulta eletto deputato della XVII legislatura della Repubblica Italiana. È membro della Commissione Finanze e di quella degli Affari Costituzionali, in sostituzione della ministra Maria Elena Boschi.
Ha fatto parte dell'associazione politico-culturale giovanile "FutureDem" ed è stato Segretario del gruppo PD alla Camera.
Nelle successive elezioni politiche del 2018, viene rieletto alla Camera nel collegio uninominale di Forlì-Faenza, battendo con il 32,7% la candidata del centrodestra, ferma al 31,1%. Risulterà uno dei pochissimi vincitori di collegi uninominali per il centrosinistra, successo per il quale sono stati determinati i voti personali conseguiti grazie a una campagna condotta senza indicare voti ai simboli di partito ma al candidato. 
Nel corso della XVII legislatura è nuovamente parte della Commissione I Affari Costituzionali, di cui divenne Segretario.
Nel settembre 2019 decide di seguire Matteo Renzi nel neonato partito Italia Viva lasciando il PD. Diviene membro della Giunta per il regolamento e vice presidente dei Deputati di Italia Viva. È stato attivo componente di numerose sezioni bilaterali curando i rapporti con molti stati. 
Alle elezioni politiche del 2022 decide di non ricandidarsi alla Camera dei deputati.